# Heiligegeiststraße 9 (Quedlinburg)

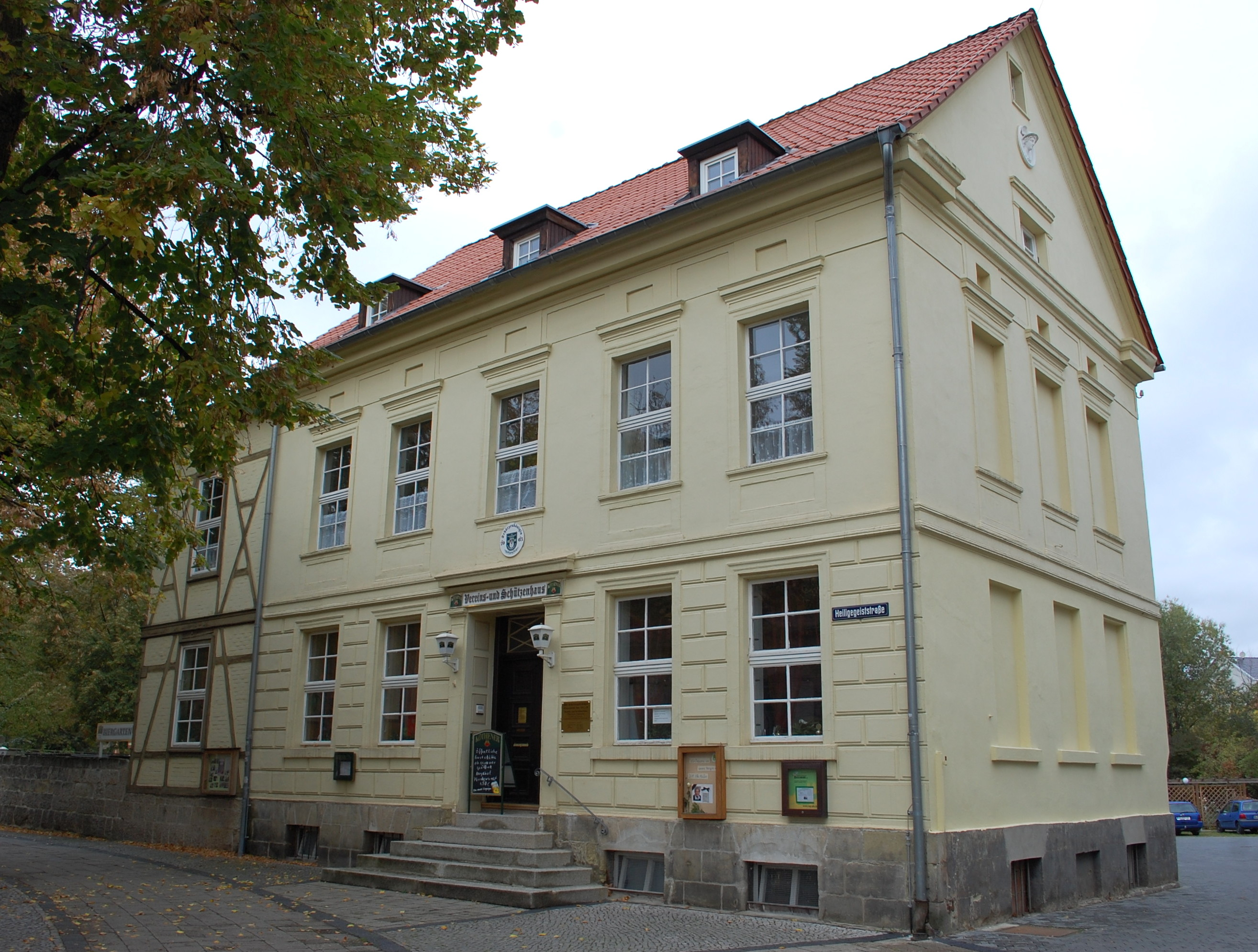
Haus Heiligegeiststraße 9

Das Haus Heiligegeiststraße 9 ist ein denkmalgeschütztes Gebäude in der Stadt Quedlinburg in Sachsen-Anhalt.

## Lage
Es liegt südöstlich der historischen Quedlinburger Altstadt. Im Quedlinburger Denkmalverzeichnis ist es als Wohnhaus eingetragen.

## Architektur und Geschichte
Das Gebäude wurde 1849 vom Baumeister O. Weishaupt für den Lederfabrikanten Moritz Tobias Oelert vor der Quedlinburger Stadtmauer im Stil des Klassizismus errichtet. Seitlich des Hauses befindet sich eine als Grundstückseinfriedung genutzte Quadermauer, die jedoch bereits älteren Ursprungs ist.